# Triângulo Mineiro
O Triângulo Mineiro é uma região localizada no oeste do estado de Minas Gerais, na Região Sudeste do Brasil. Está situada entre os rios Grande e Paranaíba, que são afluentes do rio Paraná.
De acordo com a divisão geográfica do IBGE, vigente de 1989 até 2017, o Triângulo Mineiro e o Alto Paranaíba formavam a mesorregião do Triângulo Mineiro e Alto Paranaíba, que compreendia 66 municípios distribuídos em sete microrregiões.
A partir de 2017, o IBGE substituiu as mesorregiões e microrregiões por um novo modelo de divisão, denominado regiões geográficas intermediárias e imediatas. Segundo essa nova divisão, o território do Triângulo Mineiro corresponde, em sua maior parte, às regiões geográficas intermediárias de Uberaba e de Uberlândia. Segundo a classificação do Governo do Estado de Minas Gerais, o Triângulo Mineiro correspondia à Região de Planejamento IV, composta por 35 municípios. Essa definição exclui municípios da antiga mesorregião, como Patrocínio, Patos de Minas e Araxá, que pertencem à Região de Planejamento V – Alto Paranaíba.
A região é conhecida por sua forte economia agroindustrial e infraestrutura logística.

## História

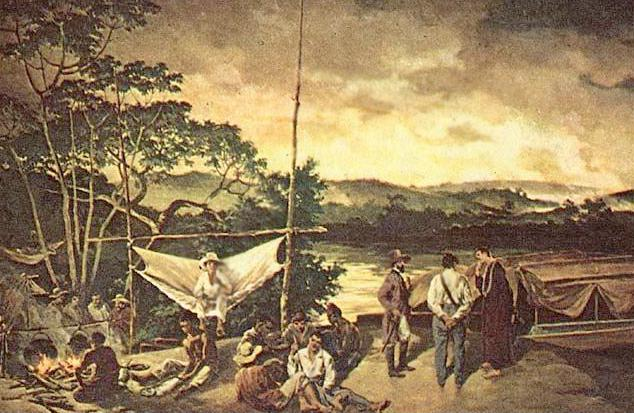
Bandeirantes

Em 1722, partiu de São Paulo uma expedição com destino a Goiás. Os bandeirantes desbravaram a região e abriram a estrada do Anhanguera, ligando São Paulo ao Planalto Central. Na época, a região, povoada pelos índios Caiapós, recebeu o nome de Sertão da Farinha Podre, denominação atribuída pelas expedições que, ao atravessarem o local, marcavam o caminho com alimentos secos para indicar a rota de retorno. Com a escassez de ouro e diamantes no campo das vertentes e na região central de Minas Gerais, os mineiros buscaram novos locais e fundaram o povoado de Desemboque em 1743, o primeiro núcleo do Triângulo Mineiro, que até 1748 foi subordinado à capitania de São Paulo. 
A partir de 1748, o Sertão da Farinha Podre foi anexado à capitania de Goiás, adotando o nome de Julgado do Desemboque. Em 1811, a região, que fazia parte do Julgado do Desemboque, foi dividida em Julgado do Desemboque e Julgado de Araxá, estabelecendo assim a divisão administrativa da Campanha do Araxá. Em 1816, após pedido popular, Araxá incorporou sua campanha a Minas Gerais, e em 1830 foi elevado a município. Desse ponto em diante, o Sertão da Farinha Podre conquistou autonomia política e administrativa, tendo Araxá como sede.
Motivado pelo crescimento da pecuária, em 1836, Uberaba separou-se de Araxá e foi elevada à categoria de município. Para oficializar a posse da nova câmara, o presidente da Câmara de Araxá deslocou-se até Uberaba. Mais adiante, em 1842, Patrocínio também se desvinculou de Araxá, buscando maior autonomia, motivada pelo ciclo do café e pela expansão pecuária. Na década seguinte, Patos de Minas, que era então um distrito de Patrocínio, manifestou o desejo de emancipar-se. Após prolongados esforços locais, que enfrentaram resistência das lideranças de Patrocínio, a emancipação de Patos de Minas concretizou-se em 1868.
Com a decadência do café paulista e fluminense na década de 1870, o Brasil voltou-se para sua vocação agrária. Na pecuária, predominavam as raças europeias, que foram gradualmente substituídas pelas indianas por serem mais adaptadas ao clima tropical.
Na década de 1880, com a chegada da ferrovia e o crescimento populacional decorrente das atividades agrícolas e comerciais, as localidades de Araguari e Uberlândia buscaram maior autonomia administrativa e se separaram de Uberaba em 1888, formando novas unidades administrativas. Durante o auge da ferrovia no Brasil, Araguari se destacou como um dos principais centros de escoamento ferroviário do Triângulo Mineiro. A partir de 1896, a Companhia Mogiana de Estradas de Ferro alcançou a cidade e, em 1906, a Estrada de Ferro Goiás também a conectou. Esse papel de destaque permaneceu até a década de 1950, quando o declínio das ferrovias e o avanço das rodovias deslocaram a dinâmica logística e comercial da região para Uberlândia, favorecida por sua maior diversificação econômica à época.

### Sítios paleontológicos

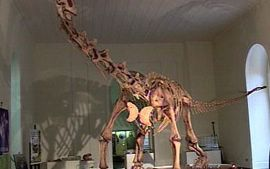
Esqueleto reconstituído do dinossauro Maxakalisaurus topai em exposição no Museu Nacional, Rio de Janeiro (2006)

O Triângulo Mineiro abriga dois dos mais importantes sítios paleontológicos do Brasil, localizados nos municípios de Prata e Uberaba.
Em Prata, foi descoberto o maior dinossauro já encontrado no Brasil, o Maxakalisaurus topai, que viveu há mais de 80 milhões de anos na região da Serra da Boa Vista, situada a cerca de 40 quilômetros da cidade. Após votação popular, o dinossauro foi apelidado de Dinoprata. A réplica em resina do titanossauro, com cerca de 13 metros de comprimento, foi exposta no Museu Nacional do Rio de Janeiro até ser destruída no incêndio de 2018. A réplica foi apresentada à comunidade científica brasileira e internacional em 2006, pelo paleontólogo Alexander Kellner.
Na década de 1940, a descoberta de fósseis durante obras de manutenção dos trilhos ferroviários no distrito de Peirópolis, em Uberaba, chamou a atenção do Departamento Nacional de Produção Mineral (DNPM), que designou o paleontólogo Llewellyn Ivor Price para a região. Entre 1947 e 1961, Price realizou escavações sistemáticas, recuperando centenas de ossos fossilizados datados do Cretáceo Superior, incluindo o Peirosaurus, um dos primeiros fósseis identificados na região. Ao longo dos anos, outros fósseis de dinossauros, como saurópodes, terópodes e velociraptores, além de fósseis de peixes, sapos e crocodilomorfos, foram encontrados.
Em 1988, após mobilização de ativistas e da comunidade de Peirópolis, foi criado o Centro de Pesquisas Paleontológicas Llewellyn Ivor Price, destinado a preservar os fósseis e fortalecer a pesquisa paleontológica da região. Inaugurado no início da década de 1990, o local trabalha oferecendo apoio a instituições nacionais e internacionais dedicadas ao estudo paleontológico e geológico, além de manter exposições de fósseis encontrados na região de Uberaba. Em 2011, sua estrutura foi integrada ao Complexo Cultural e Científico de Peirópolis (CCCP), por meio de parceria entre a Universidade Federal do Triângulo Mineiro (UFTM) e a Secretaria de Estado de Desenvolvimento Econômico, Ciência, Tecnologia e Ensino Superior de Minas Gerais.

## Campanha de emancipação
A proposta para a criação do estado do Triângulo Mineiro, representa uma tentativa histórica de desmembramento do estado de Minas Gerais, sendo formado a partir da porção oeste do território mineiro, correspondendo à antiga mesorregião do Triângulo Mineiro e Alto Paranaíba.
Com Uberlândia como capital sugerida, o estado abrigaria três universidades federais: a Universidade Federal de Uberlândia (UFU), em Uberlândia; a Universidade Federal do Triângulo Mineiro (UFTM), em Uberaba; e um campus da Universidade Federal de Viçosa (UFV), localizado em Rio Paranaíba. Há também unidades da Universidade do Estado de Minas Gerais (UEMG), em Ituiutaba e Frutal, além do Instituto Federal do Triângulo Mineiro (IFTM).
Segundo estimativas de 2007, o Triângulo Mineiro poderia se posicionar entre as regiões mais ricas do país, com Produto Interno Bruto (PIB) equivalente a aproximadamente 17% do total mineiro.[carece de fontes?]

### Antecedentes
Em 1873, o Visconde do Serro Frio apresentou à Assembleia Geral o Projeto de uma Nova Divisão Administrativa do Império do Brasil, que previa a criação da província de Entre Rios. A proposta incluía parte de Goiás, o Triângulo Mineiro e o oeste mineiro. É considerada precursora das iniciativas contemporâneas de emancipação da região.
Historicamente, o Triângulo Mineiro integrou os territórios da capitania de São Paulo e Minas de Ouro e, posteriormente, da capitania de Goiás. Em 1816, foi anexado por Carta Régia de João VI de Portugal à capitania de Minas Gerais.
Em 1989, durante o processo de reestruturação federativa do país, chegou-se a propor a criação do Estado do Triângulo. Apesar da aprovação de outros projetos — como o que originou o estado do Tocantins —, a proposta referente ao Triângulo Mineiro não foi aprovada nas etapas finais de tramitação.
Em 2008, o deputado federal Elismar Prado apresentou um Projeto de Decreto Legislativo propondo a realização de plebiscito sobre a criação do novo estado. A proposta abrangia o desmembramento de 66 municípios de Minas Gerais, listados no artigo 1º do projeto. Após aprovado, o prebiscito foi encaminhado à Comissão de Constituição e Justiça e de Cidadania, e o parecer da proposta seguiu para apreciação no Senado Federal do Brasil.
A tramitação da proposta gerou repercussão na imprensa, com manifestações públicas de apoio por parte de alguns políticos e setores da sociedade. Segundo alegação de Elismar Prado, 70% da população da região se mostraria favorável à emancipação; contudo, nenhum critério para a apuração dessa estimativa foi apresentado.

### Viabilidade
De acordo com estudo realizado pelo Instituto de Pesquisa Econômica Aplicada (Ipea), somente os projetos de criação dos estados de São Paulo do Leste e Triângulo apresentavam viabilidade econômica. A análise indicou um aumento de 3,44% nos gastos públicos em relação à situação atual, mas o custo do novo estado em relação ao seu PIB seria inferior à média nacional de 12,74%, o que o tornaria economicamente sustentável.

## Geografia

### Solo
Caracterizado pela presença de planaltos, serras e chapadas que se estendem pela Bacia do Paraná, e com a ocorrência de formações geológicas pertencentes ao período Maastrichtiano.

### Clima
A região é influenciada por duas estações bem definidas: o verão, quente e chuvoso, e o inverno, bastante seco e com temperaturas amenas, definindo um clima tropical de altitude, semelhante ao clima de savanas, com temperaturas médias entre 17 °C e 25 °C e amplitude térmica anual entre 7 °C e 9 °C.
Pelo menos 85% do índice pluviométrico anual da região ocorre durante o período chuvoso, principalmente em janeiro, enquanto os 15% restantes das chuvas são distribuídos entre abril e setembro. O padrão pluviométrico segue o típico clima tropical, caracterizando-se por um inverno seco com baixa intensidade de chuvas, e um verão quente e chuvoso.

## Demografia

### Municípios
O Triângulo Mineiro é composto por 35 municípios, os quais estão distribuídos entre as regiões geográficas intermediárias de Uberaba e de Uberlândia, segundo a divisão do IBGE em 2017.
| Classificação | Município              | População (IBGE/2022) |
| ------------- | ---------------------- | --------------------- |
| 1             | Uberlândia             | 713 232               |
| 2             | Uberaba                | 337 846               |
| 3             | Araguari               | 117 808               |
| 4             | Ituiutaba              | 102 217               |
| 5             | Frutal                 | 58 588                |
| 6             | Iturama                | 38 295                |
| 7             | Conceição das Alagoas  | 28 381                |
| 8             | Prata                  | 28 342                |
| 9             | Tupaciguara            | 25 470                |
| 10            | Santa Vitória          | 20 973                |
| 11            | Monte Alegre de Minas  | 20 170                |
| 12            | Campina Verde          | 18 011                |
| 13            | Capinópolis            | 14 655                |
| 14            | Itapagipe              | 13 690                |
| 15            | Planura                | 11 145                |
| 16            | Delta                  | 10 494                |
| 17            | Fronteira              | 14 533                |
| 18            | Canápolis              | 10 608                |
| 19            | Centralina             | 10 207                |
| 20            | Carneirinho            | 9 422                 |
| 21            | Limeira do Oeste       | 8 687                 |
| 22            | Araporã                | 8 479                 |
| 23            | Campo Florido          | 8 466                 |
| 24            | Cachoeira Dourada      | 7 782                 |
| 25            | Conquista              | 6 694                 |
| 26            | Indianópolis           | 6 171                 |
| 27            | São Francisco de Sales | 5 732                 |
| 28            | Pirajuba               | 5 537                 |
| 29            | Gurinhatã              | 5 192                 |
| 30            | União de Minas         | 3 828                 |
| 31            | Ipiaçu                 | 3 775                 |
| 32            | Veríssimo              | 3 411                 |
| 33            | Água Comprida          | 2 108                 |
| 34            | Comendador Gomes       | 2 773                 |
| 35            | Cascalho Rico          | 2 712                 |

## Economia

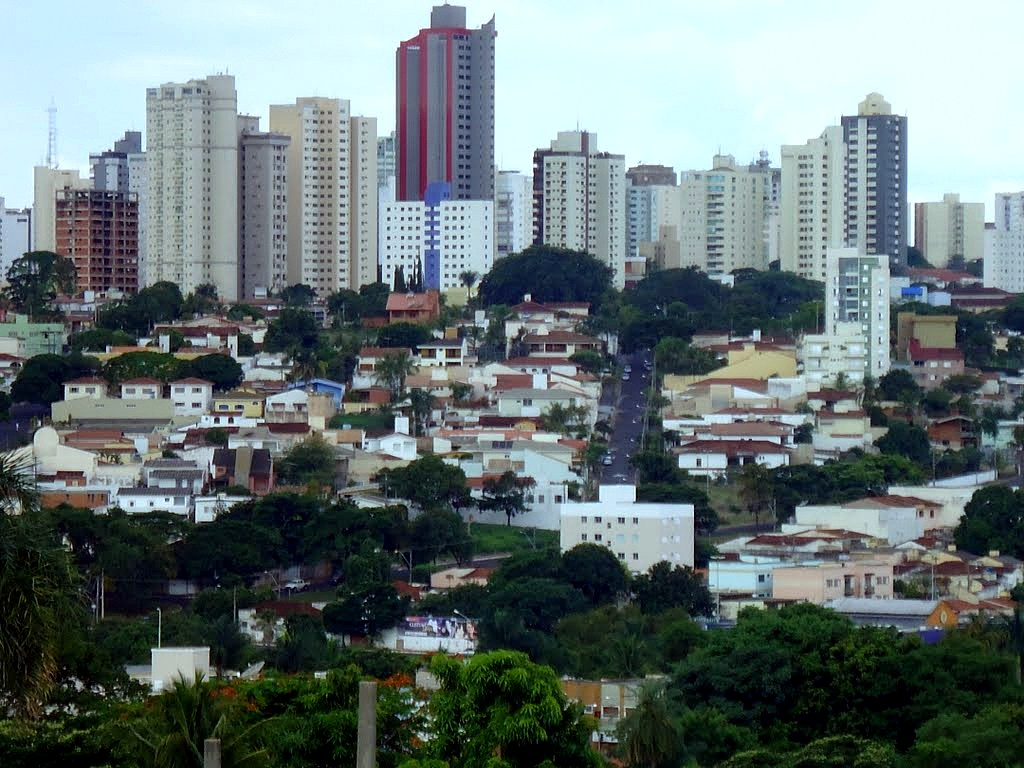
Uberlândia, é o maior município do Triângulo Mineiro, e o segundo maior de Minas Gerais, ficando atrás apenas de Belo Horizonte, a capital do estado.

A economia do Triângulo Mineiro é baseada principalmente nos setores de agroindústria, comércio, serviços e logística, esta última representada por polos intermodais que facilitam a circulação de produtos agroindustriais, destacando-se pela posição estratégica da região. 
- Uberlândia destaca-se pela diversidade econômica, com atuação relevante em comércio, tecnologia, logística e serviços, além de apresentar um dos maiores PIBs de Minas Gerais.[32]

- Uberaba possui forte atividade agropecuária, com produção de grãos, cana-de-açúcar e melhoramento genético do gado zebu.[33] A indústria local inclui fertilizantes, agroindústria e biotecnologia, além de iniciativas recentes voltadas à inovação tecnológica e à exportação.[34][35]

- Araguari também se destaca por sua posição estratégica como entroncamento ferroviário e rodoviário. O município tem relevância na cafeicultura regional, além de abrigar setores voltados principalmente à agroindústria e logística.

- Ituiutaba é voltada à agricultura, com ênfase em soja, milho e pecuária, e possui indústrias dedicadas ao etanol e processamento de grãos.[36]

- Municípios menores como Iturama, Frutal, concentram-se na produção de grãos, frutas e no setor sucroalcooleiro.

A partir da segunda década do século XXI, políticas públicas na região passaram a incorporar a inovação tecnológica como vetor de desenvolvimento, com ênfase em soluções aplicadas ao agronegócio e à infraestrutura urbana. A integração entre cultura e economia agropecuária é evidenciada pela realização de eventos importantes na região, como a Feniub (Uberlândia), Expozebu (Uberaba), Fenicafé (Araguari) e Expopec (Ituiutaba).

## Infraestrutura

### Transportes

#### Rodoviário
Rodovias federais e estaduais estabelecem a conexão entre os principais municípios e são usadas para o transporte e escoamento da produção. São as principais rodovias federais presentes na Região de Planejamento IV do Triângulo Mineiro: BR-050 (passa por Araguari, Uberlândia e Uberaba), BR-153 (liga Centralina a Fronteira, passando por Prata e Frutal), BR-262 (passa por Uberaba e Frutal), BR-365 (passa por Uberlândia e Ituiutaba) e BR-452 (liga Sacramento a Uberlândia). No início de 2023, cerca de 600 km de rodovias da região foram concedidos à iniciativa privada, ficando sob a responsabilidade do Grupo EPR por um período de 30 anos.

#### Aéreo
São os principais terminais aeroportuários da região:
- Aeroporto Tenente Coronel Aviador César Bombonato (IATA: UDI - ICAO: SBUL)
- Aeroporto Mário de Almeida Franco (IATA: UBA, ICAO: SBUR)

Aeroportos municipais, como os de Ituiutaba, Frutal e Iturama, recebem aeronaves privadas de pequeno porte. O Aeroporto de Araguari possui uma pista de 1.500 metros, sendo utilizado por aeroclubes que promovem na cidade atividades como o paraquedismo.

#### Ferroviário
O transporte ferroviário é operado pela Ferrovia Centro-Atlântica (FCA), utilizando a infraestrutura da antiga RFFSA. A malha ferroviária é voltada para o escoamento de produtos agrícolas e minerais, conectando-se aos terminais integradores em Uberaba (TIUB) e Araguari (TIA), que fazem parte do Corredor de Exportação Araguari-Santos (atual corredor logístico da FCA).
A chegada dos trens de passageiros ao Triângulo Mineiro ocorreu no final do século XIX com a expansão da Estrada de Ferro Mogiana, conectando Campinas ao interior de Minas Gerais para destinar a produção local ao porto de Santos. A linha alcançou inicialmente Uberaba, e depois foi expandida para Uberlândia e Araguari. Após a aquisição da Mogiana pela RFFSA, o transporte ferroviário de passageiros foi gradualmente desativado nos municípios do oeste mineiro nas últimas décadas do século XX. Na década de 1990, o serviço de trens de passageiros já restrito a poucas rotas, foi encerrado definitivamente com a privatização federal da FEPASA.

### Comunicação
O setor televisivo dispõe de emissoras com programação local e regional, como a Rede Integração, afiliada à Rede Globo, com sedes em Uberlândia, Uberaba, Ituiutaba e Divinópolis; e a TV Paranaíba, afiliada à RecordTV, sediada em Uberlândia. Outras afiliadas, como a Band Triângulo, também fazem cobertura na região.
Os serviços de telecomunicações são oferecidos por diversas operadoras de telefonia móvel, com pelo menos duas atuando na maioria dos municípios. Entre as mais comuns estão Algar Telecom, Vivo, TIM e Claro. Com sede em Uberlândia, a Algar Telecom possui um call center especializado. Em 2014, muitas cidades contavam com tecnologia 4G, além das redes 2G e 3G. Em 2016, a Vivo cobria toda a região pelo código de área 34. Em dezembro de 2021, Uberlândia e Uberaba foram as primeiras cidades a receber a tecnologia 5G, expandindo-se para mais onze municípios do Triângulo Mineiro no final de 2023.

### Educação

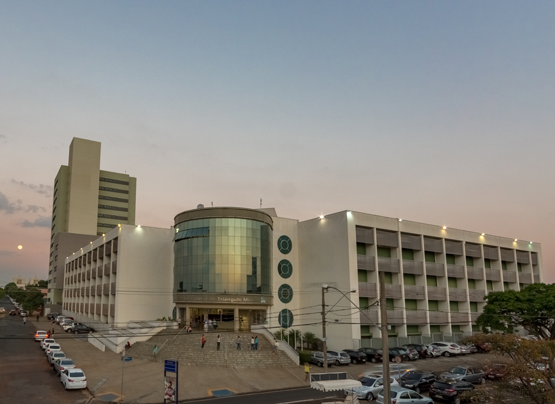
Edificação da Universidade Federal do Triângulo Mineiro, em Uberaba.

O Triângulo Mineiro abriga diversas instituições públicas e privadas de ensino superior, com atuação em múltiplas áreas do conhecimento.
A Universidade Federal do Triângulo Mineiro (UFTM), com sede em Uberaba, originou-se da Faculdade de Medicina do Triângulo Mineiro (FMTM), que foi a primeira faculdade de medicina da região. Fundada em 1953 e transformada em universidade federal em 2005, a universidade expandiu sua atuação primordialmente nos cursos das áreas da saúde e das ciências biológicas. Em Uberlândia, a Universidade Federal de Uberlândia (UFU), com campi em outras cidades da região, oferece uma ampla variedade de cursos nas áreas da saúde, engenharias, ciências exatas, ciências humanas e tecnologia. Oficializada em 1978, a instituição foi classificada pelo jornal Folha de S.Paulo como a 3ª melhor de Minas Gerais no Ranking Universitário de 2019.
Destaca-se também o Instituto Federal do Triângulo Mineiro (IFTM), que abriga nove campi distribuídos por diferentes municípios da região, atuando no ensino técnico e superior, além de desenvolver atividades de pesquisa e extensão. A Universidade do Estado de Minas Gerais (UEMG) mantém unidades acadêmicas nos municípios de Araguari, Ituiutaba e Frutal.

## Cultura

### Turismo

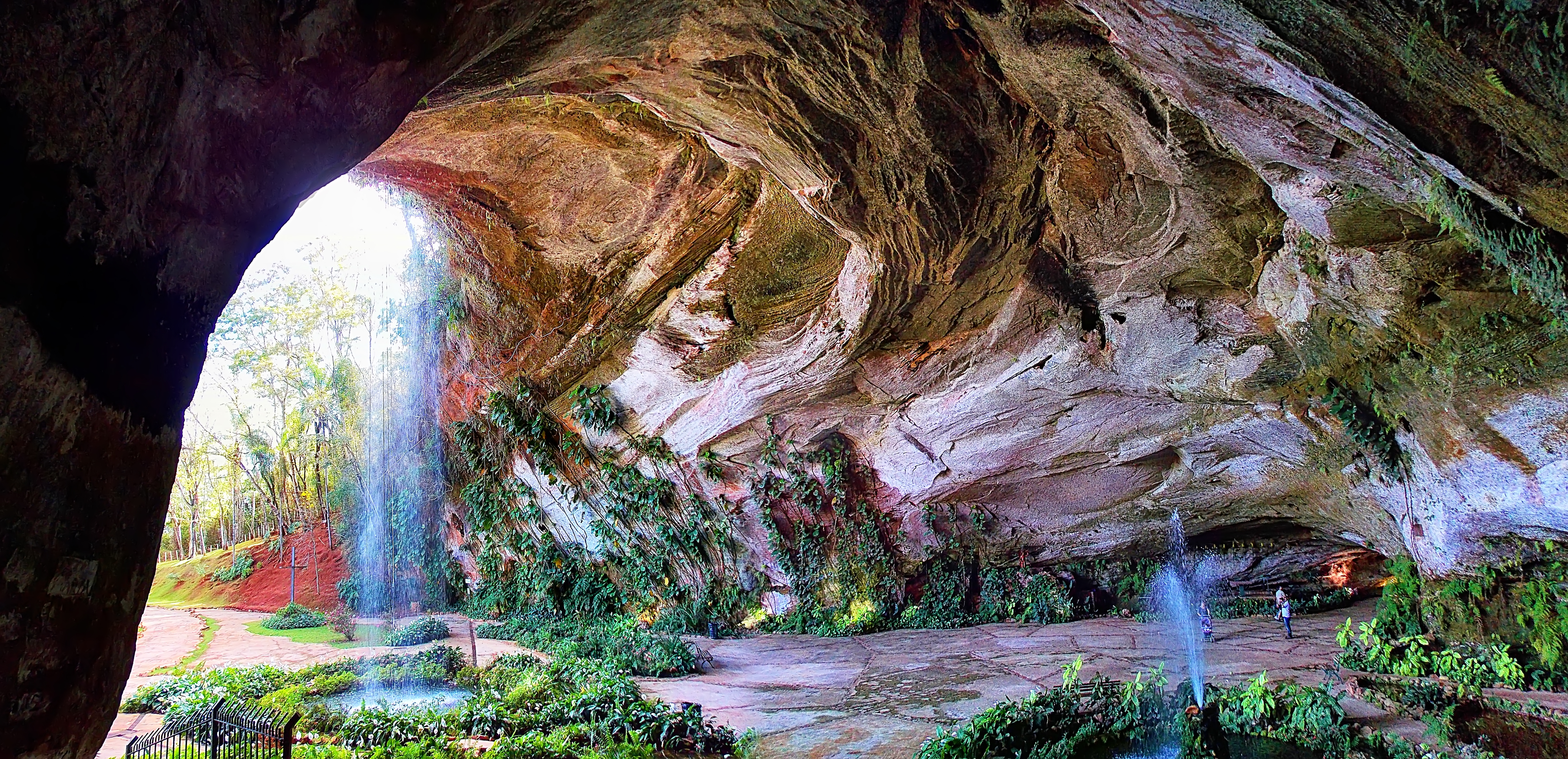
A Gruta dos Palhares em Sacramento, considerada a maior gruta de arenito da América Latina.

O Triângulo Mineiro é conhecido por seu patrimônio histórico e cultural, com ênfase no turismo rural, que também abrange o ecoturismo e o turismo de aventura. Cachoeiras, serras e matas são comuns na região. A Cachoeira da Fumaça, em Nova Ponte, e a Cachoeira das Irmãs (ou das Freiras), em Araguari, são populares pela grande vazão de água, beleza natural e atividades de rapel e ciclismo.
Formada por arenito da formação Botucatu, a Gruta dos Palhares, no município de Sacramento, é uma das principais atrações da região sul do Triângulo Mineiro devido à sua beleza natural. Ainda em Sacramento, o distrito de Desemboque é conhecido por seu conjunto arquitetônico e histórico colonial, que inclui a igreja matriz de Nossa Senhora do Desterro, construída no século XVIII, e outras construções históricas que remontam ao período colonial brasileiro, tombadas como patrimônio histórico e artístico de Minas Gerais. Parte do território de Sacramento compreende o Parque Nacional da Serra da Canastra.
Uberaba tem sido historicamente associada a práticas religiosas populares, especialmente à devoção à Virgem Maria e à atuação do médium Chico Xavier. O distrito de Peirópolis também se destaca por seu patrimônio paleontológico, com seis geossítios e dois sítios não geológicos. Em 2024, a cidade foi reconhecida como Geoparque Global pela Unesco.
Entre os municípios de Uberlândia e Araguari encontra-se o Parque Estadual Pau Furado, que abrange importantes remanescentes do bioma típico do cerrado. O parque foi criado em 2007 como medida de compensação ambiental pelo licenciamento de duas usinas hidrelétricas na região. A região, através de seus municípios é integrada pelo Circuito Turístico do Triângulo Mineiro.

### Esportes
O esporte no Triângulo Mineiro integra o cotidiano urbano e educacional da região, com a realização de competições e eventos esportivos regulares voltados à participação comunitária. Corridas de rua figuram entre os eventos esportivos da região. A Maratona Nilson Lima, realizada em Uberlândia, oferece percursos variados, incluindo provas de 42 km (individual ou em revezamento), meia maratona de 21 km e trajetos menores para iniciantes. Sediada em Uberaba desde 2015, a Copa Inter Atléticas (CIA), tornou-se um dos principais encontros esportivos universitários do interior brasileiro, com competições realizadas paralelamente a um festival musical, reunindo milhares de estudantes de diversas partes do país em várias modalidades esportivas. Iniciativas como essas envolvem atletas amadores e profissionais, contando com o apoio do setor privado e das administrações municipais.

#### Futebol
Clubes ativos e tradicionais da região incluem o Uberlândia Esporte Clube, o Araguari Atlético Clube, o Uberaba Sport Club e o Boa Esporte Clube, sendo representantes históricos nas divisões do futebol mineiro.
Entre os principais estádios da região, destaca-se o Estádio Municipal Parque do Sabiá, em Uberlândia, com capacidade para aproximadamente 56 mil espectadores, sendo o maior estádio do interior de Minas Gerais. Inaugurado em 1982, sediou na abertura o amistoso entre a Irlanda e a Brasil, com a presença do jogador Pelé.

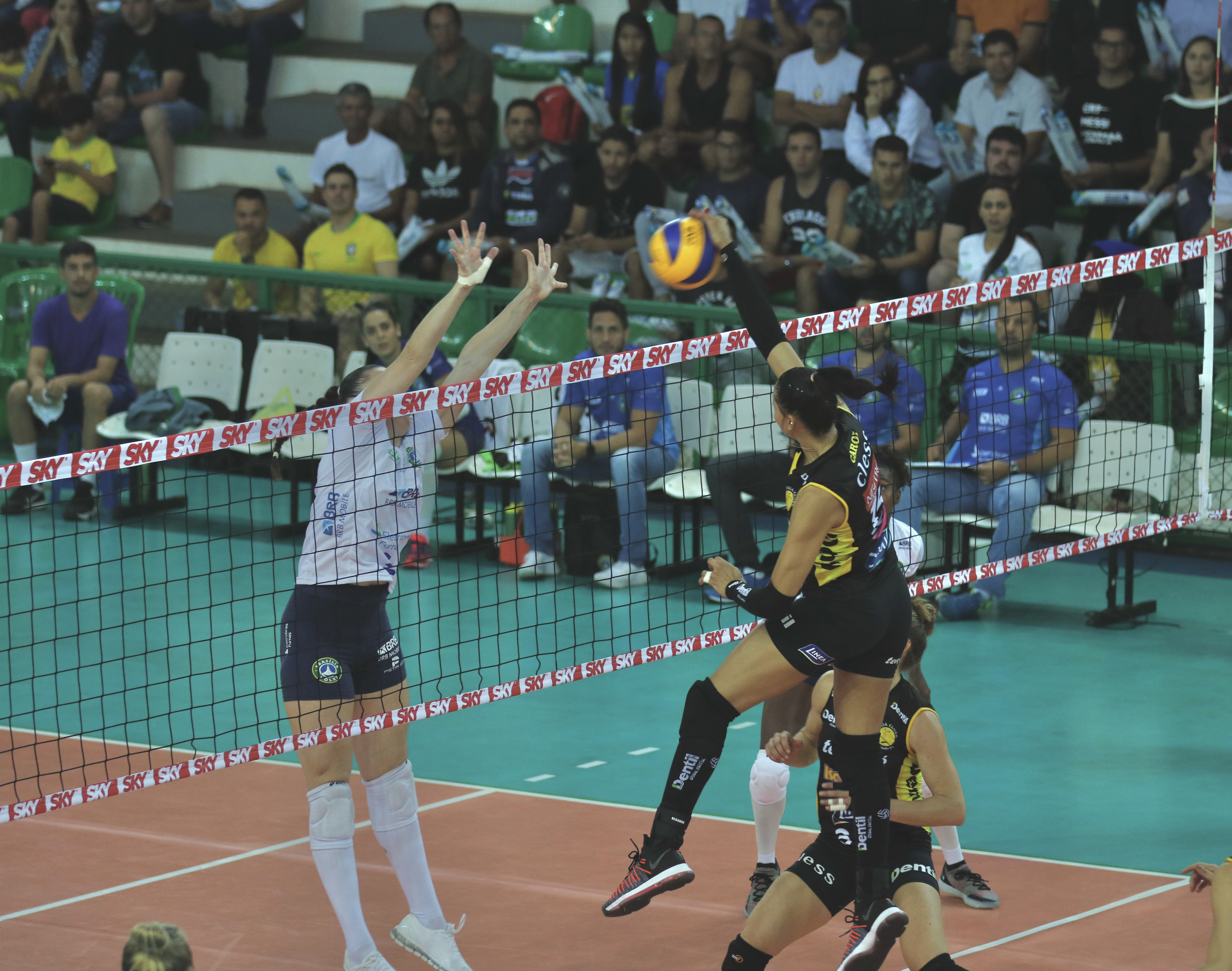
Partida entre o Dentil Praia Clube e o Brasília Vôlei durante a Série A da Superliga Brasileira de Voleibol Feminino de 2018–19.

#### Voleibol
Um dos centros esportivos mais relevantes do Triângulo Mineiro é o Praia Clube de Uberlândia, que oferece diversas modalidades, do amador ao profissional. Sua equipe feminina de voleibol, o Dentil/Praia Clube, participa regularmente da Superliga Brasileira de Voleibol Feminino.

### Culinária
A gastronomia da região é marcada pela fusão de influências indígenas, africanas e europeias, especialmente a portuguesa.
Dos indígenas, destaca-se o uso da mandioca e do milho, ingredientes que originaram pratos como mingaus, papas e canjicas (milho cozido no leite e adoçado). Também são comuns preparações com feijão, legumes e carne. A influência europeia introduziu receitas à base de leite, queijo, ovos e açúcar, como bolos e doces típicos.
Entre as bebidas tradicionais, destacam-se o café, amplamente cultivado na região, além de bebidas alcoólicas típicas, como cachaça e licores produzidos a partir de frutas do Cerrado.
O turismo gastronômico é expressivo na região, com a realização de feiras e festivais em municípios como Uberlândia, Uberaba, Ituiutaba e Araguari. Esses eventos promovem pratos regionais, doces, queijos, bebidas, além de valorizar o artesanato e a produção local. A chamada "Rota do Queijo Artesanal no Triângulo Mineiro" é uma iniciativa que fortalece o turismo rural e a valorização de produtos locais. Ela envolve municípios como Uberlândia, Araguari e Tupaciguara, destacando queijos produzidos artesanalmente por famílias locais.